# أنخيل لابرونا
أنخيل أماديو لابرونا (28 سبتمبر 1918 - 19 سبتمبر 1983)، لاعب كرة قدم أرجنتيني ومدرب، اشتهر بدوره كمهاجم. سجل 323 هدفًا في المباريات الرسمية بما في ذلك 294 هدفًا في الدوري، مما جعله ثاني أفضل هداف في تاريخ الدوري خلف الباراغواياني آرسنيو إريكو. كان لابرونا أيضًا جزءًا من هجوم فريق ريفر بليت الشهير الملقب بـ لا ماكوينا [الإنجليزية] (الآلة)، ويعتبر أحد أعظم لاعبي كرة القدم في أمريكا الجنوبية في عصره. سجل لابرونا على مدار مسيرته المهنية ما مجموعه 564 هدفًا.

## روابط خارجية
- أنخيل لابرونا على موقع الاتحاد الدولي (مؤرشف)  (الإنجليزية)
- أنخيل لابرونا على موقع قاعدة بيانات كرة القدم.إي يو (الإنجليزية)
- أنخيل لابرونا على موقع ناشيونال فوتبول تيمز (الإنجليزية)
- أنخيل لابرونا على موقع Soccerway.com (الإنجليزية)
- أنخيل لابرونا على موقع عالم كرة القدم.نت (الإنجليزية)